# サイバーコネクトツー
株式会社サイバーコネクトツー（英: CyberConnect2 Co., Ltd.、略称：CC2）は、ゲームソフトの企画・開発を事業内容とする日本の企業。コンピュータエンターテインメント協会・GFF正会員。

## 概要
1996年2月、松山洋が九州産業大学時代の友人らとともに「有限会社サイバーコネクト」を設立。翌々年の1998年に処女作となる『テイルコンチェルト』をリリースした。翌年『サイレントボマー』をリリース。
テイルコンチェルトの開発から6か月間は、会社にパソコンが1台しかなかったという。また、デバッグ作業も少人数で常にチェック体制という無茶をして行われていた。その他様々な経験が、会社の開発体制として強い影響を与えている。
原作を基にした作品等ではない自社制作作品の場合、特に理由がなければ「主人公の年齢は14歳」で設定されている。これはその頃の少年の多感なイメージを強く尊重しているためである。
2001年に代表取締役が失踪。「有限会社サイバーコネクトツー」に社名変更したのち、2002年には1990年代後半から注目されつつあったオンラインゲームを舞台にし、4作構成からなる『.hack』に賭けることになった。これが大きなヒットを呼び、後に『.hack//G.U.』が発売されるなど同社の中心的なゲームとなった。
2003年、株式会社に組織変更。岸本斉史の漫画作品である『NARUTO -ナルト-』を元にしたアクションゲーム『NARUTO -ナルト- ナルティメットヒーロー』をリリース。
ナルティメットシリーズの開発にあたり、DVDや単行本などの関連グッズを社内に常備するなど、ナルトという作品への愛情や、キャラクターゲーム作りに対する深いこだわりを持っている。
同年7月、豪雨により事業所近隣を流れる御笠川が氾濫。事業所1階部分が浸水する被害にあった。幸い、電子機器類やデータ類はあらかじめ上の階に移動させ無事だったが、移動できなかった書類等が相当数浸水し、その状況が公式サイトに公開された。
2005年には福岡県の「消防・防災・安全」をイメージしたキャラクター「まもるくん」を製作。福岡県の消防防災安全課と連携して防災メールを開発し、防犯コンテンツの一つとなった。
2007年10月3日に創立12周年を記念し、ブランドロゴとドメイン名を一新し、新たに映像制作・音楽制作専門のチームを結成させた。
2010年7月12日、新たな拠点として東京スタジオを開設し、福岡と東京が連携をとった新プロジェクトを始動させた。
2012年には初のスマートフォンタイトル『ギルティドラゴン 罪竜と八つの呪い』をバンダイナムコエンターテインメントからリリースした。以降も『シャドウエスケイパー』『死神メサイア』『フルボッコヒーローズ』『リトルテイルストーリー』『FINAL FANTASY VII G-BIKE』『.hack//New World』等、スマートフォンタイトルの開発を行ったが、全てサービスを終了させており、現在では家庭用ゲームに特化した開発を行っている。
2017年には初の海外拠点としてモントリオールスタジオを開設、2023年7月末日を以て閉鎖された。
2018年2月1日には”これから先10年を見据えた”新戦略「NEXT PLAN」を発表。福岡本社，東京スタジオ，モントリオール）それぞれの役割分担のほか，自社パブリッシングのオリジナルタイトル「復讐三部作」を手がけていくこと、オリジナルアニメプロジェクト「A5」、オリジナルマンガプロジェクト「M5」等の幅広いIP戦略を表明した。
同年12月17日、上述の「M5」より松山洋が原作を務める同社を舞台にしたゲーム業界お仕事漫画『チェイサーゲーム』がファミ通.comにて連載を開始。
設立25周年となる2021年には、7月29日に自社パブリッシングタイトル第1弾となる『戦場のフーガ』を全世界同時にダウンロード専売タイトルとしてPlayStation 4やPlayStation 5、Nintendo Switchなどの5つのゲームプラットフォームでリリースさせた。
更に同年10月14日には、サイバーコネクトツーが開発元である『鬼滅の刃 ヒノカミ血風譚』をアニプレックスより発売。2021年10月27日には全世界での累計出荷本数100万本を突破した。
設立25周年記念として特設サイトも開設された。2022年2月15日に『テイルコンチェルト』『サイレントボマー』『.hack』シリーズ『Solatorobo それからCODAへ』『アスラズ ラース』『戦場のフーガ』のキャラクターが集合したビジュアルイラスト、LieNによる25周年記念ソング『また、明日を絆ぐ』が公開された。さらにファンやエンタメ業界関係者たちによるお祝いイラスト・メッセージもnoteに公開された。その中には『魔界戦記ディスガイアシリーズ』などを手掛けている日本一ソフトウェア（プリニーのイラストとスタッフ達による寄せ書き）、『AKIBA'S TRIP』『剣と魔法と学園モノ。シリーズ』などを手掛けているアクワイア（代表取締役である遠藤琢磨によるアクワイア公式キャラのアクワイアちゃんのお祝いイラスト・メッセージ）、『東京放課後サモナーズ』などを手掛けているライフワンダーズ合同会社（東京放課後サモナーズに登場するサロモン君のお祝いイラスト・メッセージ）、『ペルソナシリーズ』などを手掛けているアトラス（お祝い色紙の1枚に『ペルソナ5』のモルガナのイラスト入りお祝い色紙がある）、ONE PIECEのゲームを多く手掛けたガンバリオン（代表取締役社長である山倉千賀子によるCCチュウと『縁がわ男子とけものたん』に登場する陽太郎のイラスト付きのお祝い色紙）といったゲーム会社や、声優の金丸淳一、お笑いコンビのアメリカザリガニ、イラストレーターの326、ハル研究所のエグゼクティブディレクターの熊崎信也、アニメーターの大平晋也、ゲームクリエイターの横尾太郎、作家の架神恭介、『天外魔境シリーズ』の絵師の辻野芳輝、『ヤクザと目つきの悪い女刑事の話』を手掛ける晴十ナツメグ（轟蛍一と蟻ヶ谷雪のお祝いイラスト）、『クロザクロ』などを手掛けた夏目義徳、『キングダム』を手掛けた原泰久（キングダムの登場人物である桓騎のお祝いイラスト）、といった漫画家が含まれており、それぞれ設立25周年を祝った。その後『鉄拳シリーズ』の総合プロデューサーである原田勝弘、『GTO』を手掛けた藤沢とおる、『GS美神 極楽大作戦!!』を手掛けた椎名高志（美神令子、横島忠夫、おキヌのお祝いイラスト）といった漫画家、声優の斎賀みつきと豊口めぐみのお祝い色紙も公開された。
2024年春に大阪スタジオの設立が決定。スタジオのテーマは「演」で、映像演出に力を入れるとのこと。
2025年2月17日、翌年の設立30周年に向けたブランドイメージの刷新を発表、コーポレートロゴカラーがグリーンからモノクロにリニューアルされ、同社所属デザイナーのヒガシのデザインによるオリジナルキャラクターが制定された。

## 沿革
- 1996年2月16日 - 有限会社サイバーコネクト設立。
- 1998年4月16日 - 処女作『テイルコンチェルト』発売。
- 2001年9月16日 - 有限会社サイバーコネクトツーへ社名変更。
- 2003年12月16日 - 株式化「株式会社サイバーコネクトツー」へ組織変更。
- 2007年10月3日 - コーポレートブランドマーク変更。
- 2010年
  - 2月16日 - サイバーコネクトツー設立15周年。
  - 7月12日 - サイバーコネクトツー東京スタジオ設立。
- 2016年2月16日 - サイバーコネクトツー設立20周年。
- 2017年5月10日 - サイバーコネクトツーモントリオールスタジオ設立。
- 2021年2月16日 - サイバーコネクトツー設立25周年。

## 開発タイトル

### 家庭用ゲーム作品
| 発売年 | 発売日   | タイトル                                                     | プラットフォーム                                                                            | 備考 |
| ------ | -------- | ------------------------------------------------------------ | ------------------------------------------------------------------------------------------- | --- |
| 1998年 | 4月16日  | テイルコンチェルト                                           | PlayStation                                                                                 | 発売元:バンダイ |
| 1999年 | 10月28日 | サイレントボマー                                             | PlayStation                                                                                 | 発売元:バンダイ |
| 2002年 | 6月20日- | .hack感染拡大 Vol.1～絶対包囲 Vol.4                          | N/A                                                                                         | N/A |
| 2003年 | 10月23日 | NARUTO -ナルト- ナルティメットヒーロー                       | PlayStation 2                                                                               | 発売元:バンダイ |
| 2004年 | 9月30日  | NARUTO -ナルト- ナルティメットヒーロー2                      | PlayStation 2                                                                               | 発売元:バンダイ |
| 2005年 | 12月22日 | NARUTO -ナルト- ナルティメットヒーロー3                      | PlayStation 2                                                                               | 発売元:バンダイ |
| 2006年 | 3月30日  | NARUTO -ナルト- ナルティメットポータブル 無幻城の巻          | PlayStation Portable                                                                        | 発売元:バンダイ |
| 2006年 | 5月18日- | .hack//G.U.Vol.1 再誕～Vol.3 歩くような速さで                | N/A                                                                                         | N/A |
| 2007年 | 4月5日   | NARUTO -ナルト-疾風伝 ナルティメットアクセル                 | PlayStation 2                                                                               | 発売元:バンダイナムコゲームス |
| 2007年 | 12月20日 | NARUTO -ナルト-疾風伝 ナルティメットアクセル2                | PlayStation 2                                                                               | 発売元:バンダイナムコゲームス |
| 2009年 | 1月15日  | NARUTO -ナルト-ナルティメットストーム                        | PlayStation 3                                                                               | 発売元:バンダイナムコゲームス |
| 2009年 | 12月10日 | NARUTO -ナルト-疾風伝 ナルティメットアクセル3                | PlayStation Portable                                                                        | 発売元:バンダイナムコゲームス |
| 2010年 | 10月21日 | NARUTO -ナルト-疾風伝 ナルティメットストーム2                | PlayStation Portable                                                                        | 発売元:バンダイナムコゲームス |
| 2010年 | 10月28日 | Solatorobo それからCODAへ                                    | ニンテンドーDS                                                                              | 発売元:バンダイナムコゲームス、2007年6月28日に別のプロジェクトとしてニンテンドーDS用のゲームを開発中であることが判明。その時に公開されたイラストではテイルコンチェルトおよびリトルテイルブロンクスとの関連が伺われた。2010年3月18日に、正式に公式サイトが作られた。発表当時のタイトルは「solarobo ソラロボ」で、後に現在のタイトルに改題した。 |
| 2011年 | 10月20日 | NARUTO -ナルト-疾風伝 ナルティメットインパクト               | PlayStation Portable                                                                        | 発売元:バンダイナムコゲームス |
| 2012年 | 2月2日   | ソウルキャリバーV                                            | PlayStation 3 Xbox 360                                                                      | 発売元:バンダイナムコゲームス、グラフィック製作を担当 |
| 2012年 | 2月23日  | NARUTO -ナルト-疾風伝 ナルティメットストームジェネレーション | PlayStation 3                                                                               | 発売元:バンダイナムコゲームス |
| 2012年 | 2月23日  | アスラズ ラース                                              | PlayStation 3 Xbox 360                                                                      | 発売元:カプコン、2010年9月16日、東京ゲームショウで開発が発表され、公式サイトが公開された。 |
| 2013年 | 4月18日  | NARUTO -ナルト-疾風伝 ナルティメットストーム3                | PlayStation 3 Xbox 360                                                                      | 発売元:バンダイナムコゲームス |
| 2013年 | 8月29日  | ジョジョの奇妙な冒険 オールスターバトル                      | PlayStation 3                                                                               | 発売元:バンダイナムコゲームス |
| 2014年 | 9月11日  | NARUTO -ナルト-疾風伝 ナルティメットストームレボリューション | PlayStation 3 Xbox 360                                                                      | 発売元:バンダイナムコゲームス |
| 2015年 | 12月17日 | ジョジョの奇妙な冒険 アイズオブヘブン                        | PlayStation 3 PlayStation 4                                                                 | 発売元:バンダイナムコエンターテインメント |
| 2016年 | 2月4日   | NARUTO -ナルト-疾風伝 ナルティメットストーム４               | PlayStation 4                                                                               | 発売元:バンダイナムコエンターテインメント |
| 2017年 | 2月2日   | NARUTO -ナルト-疾風伝 ナルティメットストーム４ROAD TO BORUTO | PlayStation 4 Nintendo Switch                                                               | 発売元:バンダイナムコエンターテインメント |
| 2017年 | 7月27日  | NARUTO -ナルト-疾風伝 ナルティメットストームトリロジー       | PlayStation 4                                                                               | 発売元:バンダイナムコエンターテインメント |
| 2017年 | 11月1日- | .hack//G.U. Last Recode                                      | PlayStation 4 Nintendo Switch Steam                                                         | 発売元:バンダイナムコエンターテインメント |
| 2020年 | 1月16日  | ドラゴンボールZ KAKAROT                                      | PlayStation 4 PlayStation 5 Xbox One Xbox Series X/S Microsoft Windows Nintendo Switch      | 発売元:バンダイナムコエンターテインメント |
| 2021年 | 7月29日  | 戦場のフーガ                                                 | PlayStation 4 PlayStation 5 Nintendo Switch Xbox One Xbox Series X/S Steam Epic Games Store | 自社パブリッシングタイトル第1弾 |
| 2021年 | 10月14日 | 鬼滅の刃 ヒノカミ血風譚                                      | PlayStation 4 PlayStation 5 Nintendo Switch Xbox One Xbox Series X/S Steam                  | 発売元:アニプレックス |
| 2022年 | 9月1日   | ジョジョの奇妙な冒険 オールスターバトル R                    | PlayStation 4 PlayStation 5 Nintendo Switch Xbox One Xbox Series X/S                        | 発売元:バンダイナムコエンターテインメント、『ジョジョの奇妙な冒険 オールスターバトル』の強化版。 |
| 2022年 | 9月2日   | ジョジョの奇妙な冒険 オールスターバトル R                    | Steam                                                                                       | 発売元:バンダイナムコエンターテインメント、『ジョジョの奇妙な冒険 オールスターバトル』の強化版。 |
| 2023年 | 5月11日  | 戦場のフーガ2                                                | PlayStation 4 PlayStation 5 Nintendo Switch Xbox One Xbox Series X/S Steam Epic Games Store | |
| 2023年 | 11月16日 | NARUTO×BORUTO ナルティメットストームコネクションズ           | PlayStation 4 PlayStation 5 Nintendo Switch Xbox One Xbox Series X/S                        | 発売元:バンダイナムコエンターテインメント |
| 2024年 | 4月25日  | 鬼滅の刃 目指せ！最強隊士！                                  | Nintendo Switch                                                                             | 発売元:アニプレックス |
| 2024年 | 7月17日  | 鬼滅の刃 目指せ！最強隊士！                                  | PlayStation 4 PlayStation 5 Xbox One Xbox Series X/S Steam                                  | 発売元:アニプレックス |
| 2025年 | 5月29日  | 戦場のフーガ3                                                | PlayStation 5 PlayStation 4 Nintendo Switch Steam Xbox One Xbox Series X/S Epic Games Store | |
| 2025年 | 8月1日   | 鬼滅の刃 ヒノカミ血風譚2                                     | PlayStation 5 PlayStation 4 Nintendo Switch Steam Xbox One Xbox Series X/S                  | 発売元:アニプレックス |

### 携帯電話アプリ作品
- ギルティドラゴン 罪竜と八つの呪い（サービス終了）
- シャドウエスケイパー（サービス終了）
- 死神メサイア（サービス終了）
- リトルテイルストーリー（サービス終了）
- ファイナルファンタジーVII Gバイク（サービス終了）
- フルボッコヒーローズ（サービス終了）
- .hack//New World（配信開始当初のタイトルは『ニューワールド』、サービス終了)
- ジョジョの奇妙な冒険 スターダストシューターズ（グラフィック製作を担当、サービス終了）

### 映像作品
- .hack//G.U. TRILOGY
- ドットハック セカイの向こうに

### その他
- サイバーコネクトツー設立15周年記念新プロジェクト 2010年7月8日、公式サイトと共に公表。しかし、その後企画そのものが立ち消えとなった事を発表した。キービジュアルのキャラクター・単語からリトルテイルブロンクスの関連作品とされており、キービジュアルには「Strelka Stories」という仮称らしき文字が記されていた。

- 復讐三部作  自社パブリッシングプロジェクト"C5"の完全オリジナルタイトル三部作「復讐三部作」。復讐をテーマにした新プロジェクトとなっており、今までの大規模長期間開発ではなく「小規模短期間開発」「短時間クリア」「低価格販売」をキーワードにした作品となっている。  第1弾となったドラマティックシミュレーションRPG『戦場のフーガ』の他に、女学生×復讐×スチームパンクがテーマのハイスピード・パルクール斬撃アクション『刀凶百鬼門』、ゴスロリ×復讐×魔女がテーマの2.5D横スクロール傘アクション『セシル』が企画されている。

## プロジェクト
- ケモノプロジェクト

## 関連人物
- 松山洋（代表取締役社長）